# Podgora
Podgora er en by syd for Split i Kroatien ved Adriaterhavet i området Dalmatien. Byen har ca. 1500 indbyggere. 
Byen er kendt som et populært turistmål, og har med sine fem hoteller ca. fire gange så mange gæster som indbyggere.
Det var her, den jugoslaviske marine blev grundlagt under 2. verdenskrig i 1942.
På bjergsiden bag Podgora ligger det gamle Podgora, der blev ødelagt af et jordskælv i 1962.

## Ekstern henvisning
- Turistinformationswebsite for Podgora Arkiveret 30. oktober 2018 hos  Wayback Machine